# Enzima

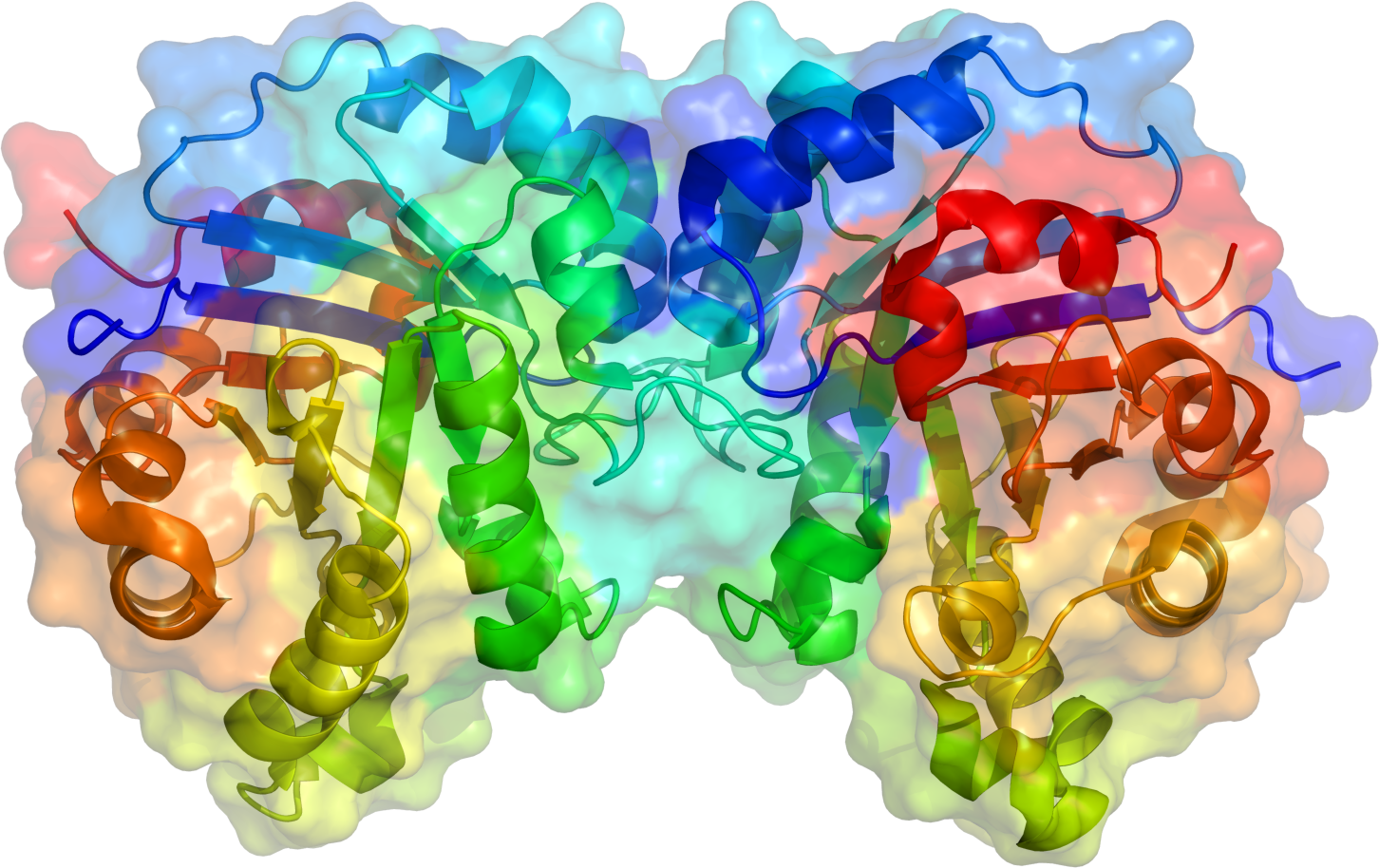
Estructura de la triosafosfato isomerasa. Conformación en forma de diagrama de cintas rodeado por el modelo de relleno de espacio de la proteína. Esta proteína es una eficiente enzima involucrada en el proceso de transformación de azúcares en energía en las células.

Las enzimas
 son biomoléculas comúnmente producidas por los organismos vivos que actúan como catalizadores de sus reacciones químicas en el metabolismo. Comúnmente son de naturaleza proteica, pero también se han descrito otros biocatalizadores de ARN llamados ribozimas. Las enzimas aumentan la velocidad de reacción sin afectar el equilibrio de la misma, siempre y cuando esta sea energéticamente posible (ver energía libre de Gibbs).  En estas reacciones, las enzimas actúan sobre unas moléculas denominadas sustratos, las cuales se convierten en otras denominadas productos. Todas las rutas metabólicas en las células necesitan enzimas para que ocurran a velocidades significativas para los seres vivos. A las reacciones catalizadas por enzimas se las denomina reacciones enzimáticas.
Debido a que las enzimas son extremadamente selectivas con sus sustratos y su velocidad crece solo con algunas reacciones, el conjunto (set) de enzimas presentes en una célula determina el tipo de metabolismo que tiene esa célula. A su vez, esta presencia depende de la regulación de la expresión génica correspondiente a la enzima.
Como todos los catalizadores, las enzimas funcionan disminuyendo la energía de activación (ΔG‡) de una reacción, de forma que la presencia de la enzima acelera sustancialmente la tasa de reacción. Las enzimas no alteran el balance energético de las reacciones en que intervienen, ni modifican, por lo tanto, el equilibrio de la reacción, pero consiguen acelerar el proceso incluso en escalas de millones de veces. Una reacción que se produce bajo el control de una enzima, o de un catalizador en general, alcanza el equilibrio mucho más deprisa que la correspondiente reacción no catalizada.
Al ciliar que ocurre con otros catalizadores, las enzimas no son consumidas en las reacciones que catalizan, ni alteran su equilibrio químico. Sin embargo, las enzimas difieren de otros catalizadores por ser más específicas. Existen gran diversidad de enzimas que catalizan alrededor de 4000 reacciones bioquímicas distintas. No todos los catalizadores bioquímicos son proteínas, pues algunas moléculas de ARN son capaces de catalizar reacciones (como la subunidad 16S de los ribosomas en la que reside la actividad peptidil transferasa). También cabe nombrar unas moléculas sintéticas denominadas enzimas artificiales capaces de catalizar reacciones químicas como las enzimas clásicas.
La actividad de las enzimas puede ser afectada por otras moléculas. Los inhibidores enzimáticos son moléculas que disminuyen o impiden la actividad de las enzimas, mientras que los activadores son moléculas que incrementan dicha actividad. Asimismo, gran cantidad de enzimas requieren de cofactores para su actividad. Muchas drogas o fármacos son moléculas inhibidoras. Igualmente, la actividad es afectada por la temperatura, el pH, la concentración de la propia enzima y del sustrato, y otros factores físico-químicos.
Muchas enzimas son usadas comercialmente, por ejemplo, en la síntesis de antibióticos o de productos domésticos de limpieza. Además, son ampliamente utilizadas en diversos procesos industriales, como son la fabricación de alimentos, destinción de vaqueros o producción de biocombustibles.

## Etimología e historia

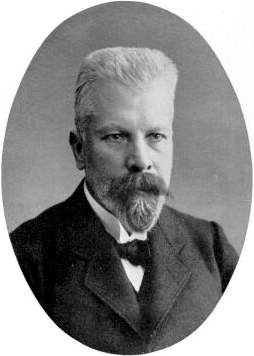
Eduard Buchner.

Desde finales del siglo XVIII y principios del XIX, se conocía la digestión de la carne por las secreciones del estómago y la conversión del almidón en azúcar por los extractos de plantas y la saliva. Sin embargo, no había sido identificado el mecanismo subyacente. La primera enzima fue descubierta por Anselme Payen y Jean-François Persoz en 1833.
En el siglo XIX, cuando se estaba estudiando la fermentación del azúcar en el alcohol con levaduras, Louis Pasteur llegó a la conclusión de que esta fermentación era catalizada por una fuerza vital contenida en las células de la levadura, llamadas fermentos, e inicialmente se pensó que solo funcionaban con organismos vivos. Escribió que "la fermentación del alcohol es un acto relacionado con la vida y la organización de las células de las levaduras, y no con la muerte y la putrefacción de las células". Por el contrario, otros científicos de la época como Justus von Liebig, se mantuvieron en la posición que defendía el carácter puramente químico de la reacción de fermentación.
En 1878 el fisiólogo Wilhelm Kühne (1837-1900) acuñó el vocablo «enzima», que viene del griego ενζυμον, «en levadura», para describir este proceso. El vocablo «enzima» fue empleado después para referirse a sustancias inertes como la pepsina. Por otro lado, la palabra «fermento» solía referirse a la actividad química producida por organismos vivientes.
En 1897 Eduard Buchner comenzó a estudiar la capacidad de los extractos de levadura para fermentar azúcar a pesar de la ausencia de células vivientes de levadura. En una serie de experimentos en la Universidad Humboldt de Berlín, encontró que el azúcar era fermentado inclusive cuando no había elementos vivos en los cultivos de células de levaduras. Llamó a la enzima que causa la fermentación de la sacarosa, “zimasa”. En 1907 recibió el Premio Nobel de Química "por sus investigaciones bioquímicas y el haber descubierto la fermentación libre de células". Siguiendo el ejemplo de Buchner, las enzimas son usualmente nombradas de acuerdo a la reacción que producen. Normalmente, el sufijo "-asa" es agregado al nombre del sustrato (p. ej., la lactasa es la enzima que degrada lactosa) o al tipo de reacción (p. ej., la ADN polimerasa forma polímeros de ADN).
Tras haber mostrado que las enzimas pueden funcionar fuera de una célula viva, el próximo paso era determinar su naturaleza bioquímica. En muchos de los trabajos iniciales se notó que la actividad enzimática estaba asociada con proteínas, pero algunos científicos (como el premio Nobel Richard Willstätter) argumentaban que las proteínas eran simplemente el transporte para las verdaderas enzimas y que las proteínas per se no eran capaces de realizar catálisis. Sin embargo, en 1926, James B. Sumner demostró que la enzima ureasa era una proteína pura y la cristalizó. Summer hizo lo mismo con la enzima catalasa en 1937. La conclusión de que las proteínas puras podían ser enzimas fue definitivamente probada por John Howard Northrop y Wendell Meredith Stanley, quienes trabajaron con diversas enzimas digestivas como la pepsina (1930), la tripsina y la quimotripsina. Estos tres científicos recibieron el Premio Nobel de Química en 1946.
El descubrimiento de que las enzimas podían ser cristalizadas permitía que sus estructuras fuesen resueltas mediante técnicas de cristalografía y difracción de rayos X. Esto se llevó a cabo en primer lugar con la lisozima, una enzima encontrada en las lágrimas, la saliva y los huevos, capaces de digerir la pared de algunas bacterias. La estructura fue resuelta por un grupo liderado por David Chilton Phillips y publicada en 1965. Esta estructura de alta resolución de las lisozimas, marcó el comienzo en el campo de la biología estructural y el esfuerzo por entender cómo las enzimas trabajan en el orden molecular.

## Estructuras y mecanismos

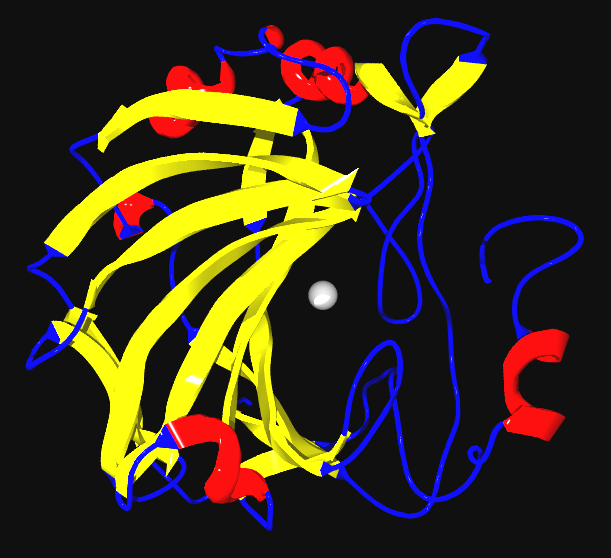
Diagrama de cintas que representa la estructura de una anhidrasa carbónica de tipo II. La esfera gris representa al cofactor zinc situado en el centro activo.

Las enzimas son generalmente proteínas globulares que pueden presentar tamaños muy variables, desde 62 aminoácidos como en el caso del monómero de la 4-oxalocrotonato tautomerasa, hasta los 2500 presentes en la ácido graso sintasa.
Las actividades de las enzimas vienen determinadas por su estructura tridimensional, la cual viene a su vez determinada por la secuencia de aminoácidos. Sin embargo, aunque la estructura determina la función, predecir una nueva actividad enzimática basándose únicamente en la estructura de una proteína es muy difícil, y un problema aún no resuelto.
Casi todas las enzimas son mucho más grandes que los sustratos sobre los que actúan, y solo una pequeña parte de la enzima (alrededor de 3 a 4 aminoácidos) está directamente involucrada en la catálisis. La región que contiene estos residuos encargados de catalizar la reacción es denominada centro activo (o sitio activo). Las enzimas también pueden contener sitios con la capacidad de unir cofactores, necesarios a veces en el proceso de catálisis, o de unir pequeñas moléculas, como los sustratos o productos (directos o indirectos) de la reacción catalizada. Estas uniones de la enzima con sus propios sustratos o productos pueden incrementar o disminuir la actividad enzimática, dando lugar así a una regulación por retroalimentación positiva o negativa, según el caso.
Al igual que las demás proteínas, las enzimas se componen de una cadena lineal de aminoácidos que se pliegan durante el proceso de traducción para dar lugar a una estructura terciaria tridimensional de la enzima, susceptible de presentar actividad. Cada secuencia de aminoácidos es única y por tanto da lugar a una estructura única, con propiedades únicas. En ocasiones, proteínas individuales pueden unirse a otras proteínas para formar complejos, en lo que se denomina estructura cuaternaria de las proteínas.
La mayoría de las enzimas, al igual que el resto de las proteínas, pueden ser desnaturalizadas si se ven sometidas a agentes desnaturalizantes como el calor, los pHs extremos o ciertos compuestos como el SDS. Estos agentes destruyen la estructura terciaria de las proteínas de forma reversible o irreversible, dependiendo de la enzima y de la condición. Una consecuencia de la desnaturalización es la pérdida o merma de la función,  de la capacidad enzimática.

### Especificidad
Las enzimas suelen ser muy específicas tanto del tipo de reacción que catalizan como del sustrato involucrado en la reacción. La forma, la carga y las características hidrofílicas/hidrofóbicas de las enzimas y los sustratos son los responsables de dicha especificidad. La constante de especificidad, es una medida de la eficiencia de una enzima, ya que la velocidad de la reacción se encuentra directamente relacionada con la frecuencia con la que se encuentran las moléculas de enzima y sustrato. Las enzimas también pueden mostrar un elevado grado de estereoespecificidad, regioselectividad y quimioselectividad.
Algunas de estas enzimas que muestran una elevada especificidad y precisión en su actividad son aquellas involucrados en la replicación y expresión del genoma. Estas enzimas tienen eficientes sistemas de comprobación y corrección de errores, como en el caso de la ADN polimerasa, que cataliza una reacción de replicación en un primer paso, para comprobar posteriormente si el producto obtenido es el correcto. Este proceso, que tiene lugar en dos pasos, da como resultado una media de tasa de error increíblemente baja, en torno a 1 error cada 100 millones de reacciones en determinadas polimerasas de mamíferos. Este tipo de mecanismos de comprobación también han sido observados en la ARN polimerasa, en la ARNt aminoacil sintetasa y en la actividad de selección de los aminoacil-tRNAs.
Aquellas enzimas que producen metabolitos secundarios son denominadas promiscuas, ya que pueden actuar sobre una gran variedad de sustratos. Por ello, se ha sugerido que esta amplia especificidad de sustrato podría ser clave en la evolución y diseño de nuevas rutas biosintéticas.

### Modelos que explican la catálisis enzimática

#### Modelo de la «llave-cerradura»
Las enzimas son muy específicas, como sugirió Emil Fischer en 1894. Con base en sus resultados dedujo que ambas moléculas, la enzima y su sustrato, poseen complementariedad geométrica, es decir, sus estructuras encajan exactamente una en la otra, por lo que este modelo ha sido denominado como modelo de la «llave-cerradura», refiriéndose a la enzima como a una especie de cerradura y al sustrato como a una llave que encaja de forma perfecta en dicha cerradura. Una llave solo funciona en su cerradura y no en otras cerraduras. Sin embargo, si bien este modelo explica la especificidad de las enzimas, falla al intentar explicar la estabilización del estado de transición que logran adquirir las enzimas.
La complementariedad entre la enzima y el sustrato resulta del ajuste estereoquímico del sustrato en el sitio activo, para lo que ambas estructuras deben ser complementarias electrostáticamente.⁠ En este modelo se postula un anclamiento de tres puntos, lo que vuelve a la catálisis enzimática selectiva a tres niveles:
- Estereomérica, ya que discrimina entre distintos estereoisómeros del sustrato.
- Regiomérica, pues se une entre regiones específicas tanto de la enzima como del sustrato.
- Enantiomérica, pues las enzimas también discriminan enantiómeros.

#### Modelo del encaje inducido

Diagrama que esquematiza el modo de acción del modelo del encaje inducido.

En 1958, Daniel Koshland sugiere una modificación al modelo de la llave-cerradura: las enzimas son estructuras bastante flexibles y así el sitio activo podría cambiar su conformación estructural por la interacción con el sustrato. Como resultado de ello, la cadena aminoacídica que compone el sitio activo es moldeada en posiciones precisas, lo que permite a la enzima llevar a cabo su función catalítica. En algunos casos, como en las glicosidasas, el sustrato cambia ligeramente de forma para entrar en el sitio activo. El sitio activo continúa dicho cambio hasta que el sustrato está completamente unido, momento en el cual queda determinada la forma y la carga final.
Los cambios conformacionales son importantes en otros procesos además de la catálisis como el mantenimiento de la estructura cuaternaria, pues la formación o desensamblado de complejos multiméricos depende del contacto entre dominios de unión en las proteínas. Si una conformación es la única compatible para la estructura cuaternaria, entonces es posible la existencia de mecanismos que regulen la estabilidad de los complejos multienzimáticos.

##### Dinámica interna de las enzimas
La dinámica interna de las enzimas está relacionada con sus mecanismos de catálisis. La dinámica interna se define como el movimiento de diferentes partes de la estructura de la enzima, desde residuos individuales de aminoácidos, hasta grupos de aminoácidos o incluso un dominio proteico entero. Estos movimientos se producen a diferentes escalas de tiempo que van desde femtosegundos hasta segundos. Casi cualquier residuo de la estructura de la enzima puede contribuir en el proceso de catálisis por medio de movimientos dinámicos. Los movimientos de las proteínas son vitales en muchas enzimas. Dichos movimientos podrán ser más o menos importantes según si los cambios conformacionales se producen por vibraciones pequeñas y rápidas o grandes y lentas, y dicha importancia dependerá del tipo de reacción que lleve a cabo la enzima. Sin embargo, aunque estos movimientos son importantes en el proceso de unión y liberación de sustratos y productos, aún no está claro si estos movimientos ayudan a acelerar los pasos químicos de las reacciones enzimáticas. Estos nuevos avances también tienen implicaciones en la comprensión de los efectos alostéricos y en el desarrollo de nuevos fármacos.

### Modo de acción
Las enzimas pueden actuar de diversas formas, como se verá a continuación, siempre dando lugar a una disminución del valor de ΔG‡:
- Reducción de la energía de activación mediante la creación de un ambiente en el cual el estado de transición es estabilizado (por ejemplo, forzando la forma de un sustrato: la enzima produce un cambio de conformación del sustrato unido el cual pasa a un estado de transición, de modo que ve reducida la cantidad de energía que precisa para completar la transición).
- Reduciendo la energía del estado de transición, sin afectar la forma del sustrato, mediante la creación de un ambiente con una distribución de carga óptima para que se genere dicho estado de transición.
- Proporcionando una ruta alternativa. Por ejemplo, reaccionando temporalmente con el sustrato para formar un complejo intermedio enzima/sustrato (ES), que no sería factible en ausencia de enzima.
- Reduciendo la variación de entropía necesaria para alcanzar el estado de transición (energía de activación) de la reacción mediante la acción de orientar correctamente los sustratos, favoreciendo así que se produzca dicha reacción.

#### Efecto de la temperatura sobre la catálisis
El incremento de temperatura facilita la acción de la enzima y permite que se incremente aún más su velocidad de reacción. Sin embargo, si la temperatura se eleva demasiado, la conformación estructural de la enzima puede verse afectada, reduciendo así su velocidad de reacción, y solo recuperando su actividad óptima cuando la temperatura se reduce. No obstante, algunas enzimas son termolábiles y trabajan mejor a bajas temperaturas.
Cabe destacar que este efecto entrópico implica la desestabilización del estado basal, y su contribución a la catálisis es relativamente pequeña.

#### Estabilización del estado de transición
La comprensión del origen de la reducción del valor de ΔG‡ en una reacción enzimática requiere elucidar previamente cómo las enzimas pueden estabilizar su estado de transición, más que el estado de transición de la reacción. Aparentemente, la forma más efectiva para alcanzar la estabilización es la utilización de fuerzas electrostáticas, concretamente, poseyendo un ambiente polar relativamente fijado que pueda orientarse hacia la distribución de carga del estado de transición. Ese tipo de ambientes no existen ni se generan en ausencia de enzimas.

### Modulación alostérica

Transición alostérica de una enzima entre los estados R y T, estabilizada por un agonista (A), un inhibidor (I) y un sustrato (S).

Los sitios alostéricos son zonas de la enzima con capacidad de reconocer y unir determinadas moléculas en la célula. Las uniones a las que dan lugar son débiles y no covalentes, y generan un cambio en la conformación estructural de la enzima que repercute en el sitio activo, afectando así a la velocidad de reacción. Las interacciones alostéricas pueden tanto inhibir como activar enzimas, y son una forma muy común de controlar las enzimas en las células.

## Cofactores y coenzimas

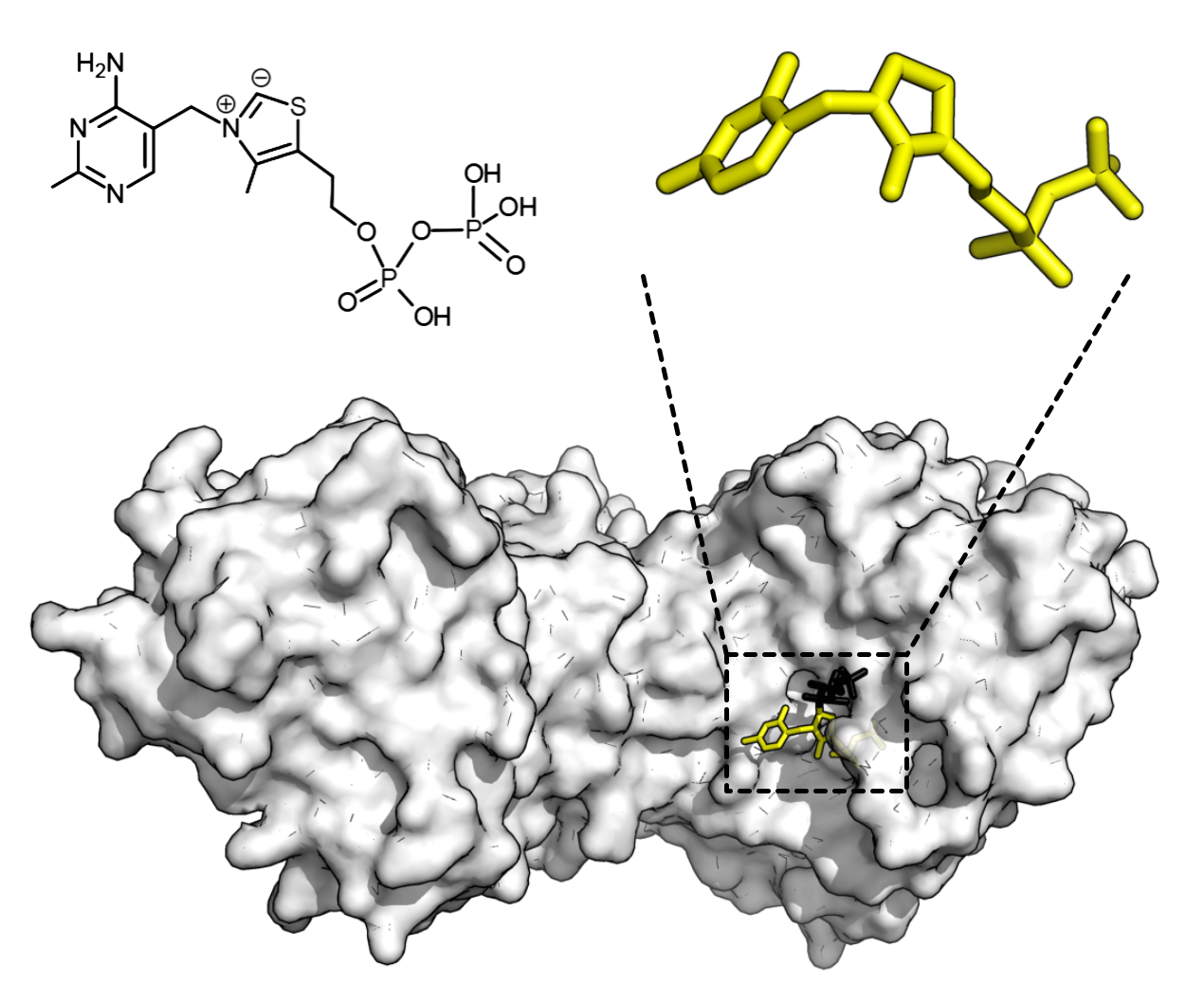
Estructura química del pirofosfato de tiamina (amarillo) y de la enzima transcetolasa; el substrato, en negro, es la xilulosa 5-fosfato.

### Cofactores
Algunas enzimas no precisan ningún componente adicional para mostrar una total actividad. Sin embargo, otras enzimas requieren la unión de moléculas no proteicas denominadas cofactores para poder ejercer su actividad. Los cofactores pueden ser compuestos inorgánicos, como los iones metálicos y los complejos ferrosulfurosos, o compuestos orgánicos, como la flavina o el grupo hemo. Los cofactores orgánicos pueden ser a su vez grupos prostéticos, que se unen fuertemente a la enzima, o coenzimas, que son liberados del sitio activo de la enzima durante la reacción. Las coenzimas incluyen compuestos como el NADH, el NADPH y el adenosín trifosfato. Estas moléculas transfieren grupos funcionales entre enzimas.
Un ejemplo de una enzima que contiene un cofactor es la anhidrasa carbónica, en la cual el zinc (cofactor) se mantiene unido al sitio activo, tal y como se muestra en la figura anterior (situada al inicio de la sección "Estructuras y mecanismos"). Estas moléculas suelen encontrarse unidas al sitio activo y están implicadas en la catálisis. Por ejemplo, la flavina y el grupo hemo suelen estar implicados en reacciones redox.
Las enzimas que requieren un cofactor pero no lo tienen unido son denominadas «apoenzimas» o «apoproteínas». Una apoenzima junto con cofactor(es) es denominada «holoenzima» (que es la forma activa). La mayoría de los cofactores no se unen covalentemente a sus enzimas, pero sí lo hacen fuertemente. Sin embargo, los grupos prostéticos pueden estar covalentemente unidos, como en el caso de la tiamina pirofosfato en la enzima piruvato deshidrogenasa. El término «holoenzima» también puede ser aplicado a aquellas enzimas que contienen múltiples subunidades, como en el caso de la ADN polimerasa, donde la holoenzima es el complejo con todas las subunidades necesarias para llevar a cabo la actividad enzimática.

### Coenzimas

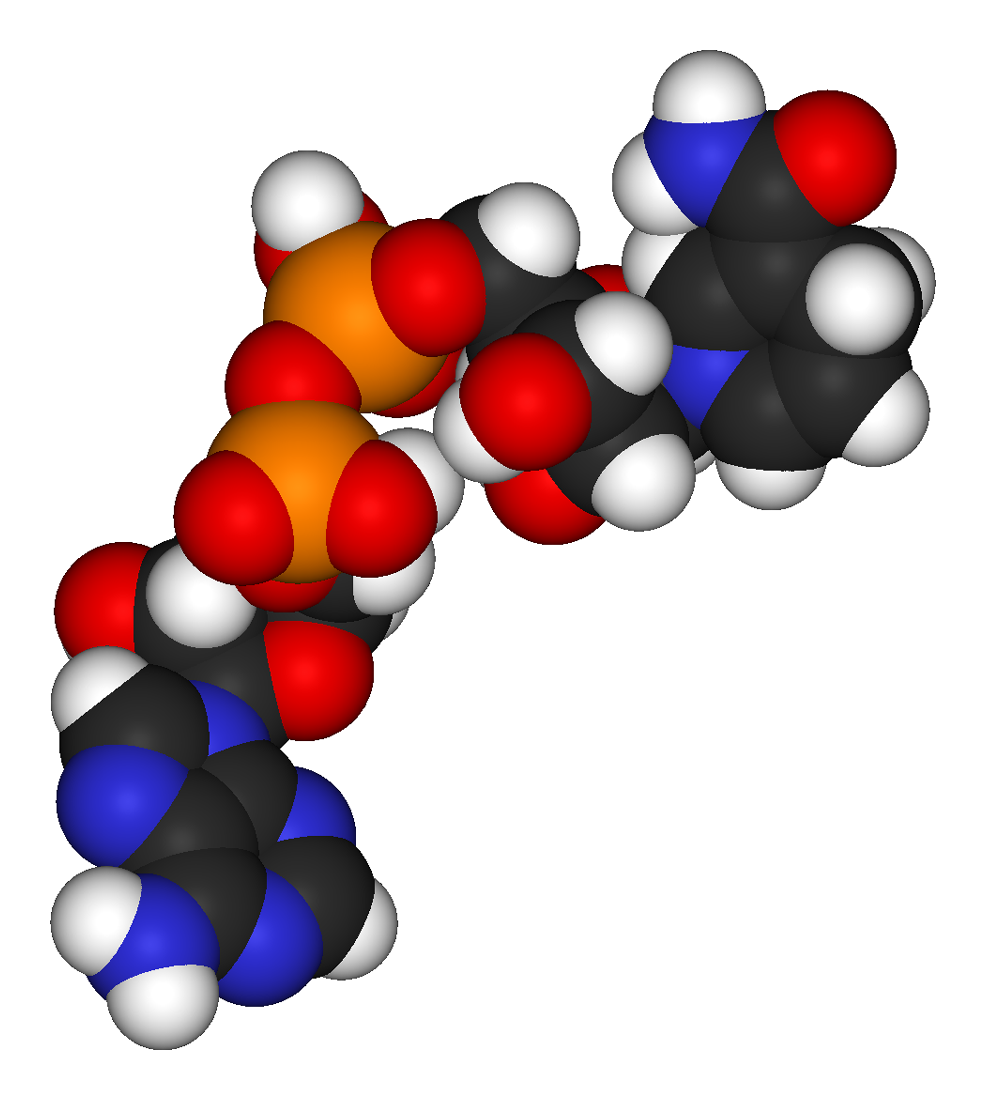
Modelo tridimensional de esferas de la coenzima NADH.

Las coenzimas son pequeñas moléculas orgánicas que transportan grupos químicos de una enzima a otra. Algunos de estos compuestos, como la riboflavina, la tiamina y el ácido fólico son vitaminas (las cuales no pueden ser sintetizados en cantidad suficiente por el cuerpo humano y deben ser incorporados en la dieta). Los grupos químicos intercambiados incluyen el ion hidruro (H-) transportado por NAD o NADP+, el grupo fosfato transportado por el ATP, el grupo acetilo transportado por la coenzima A, los grupos formil, metenil o metil transportados por el ácido fólico y el grupo metil transportado por la S-Adenosil metionina.
Debido a que las coenzimas sufren una modificación química como consecuencia de la actividad enzimática, es útil considerar a las coenzimas como una clase especial de sustratos, o como segundos sustratos, que son comunes a muchas enzimas diferentes. Por ejemplo, se conocen alrededor de 700 enzimas que utilizan la coenzima NADH.
Las coenzimas suelen estar continuamente regenerándose y sus concentraciones suelen mantenerse a unos niveles fijos en el interior de la célula: por ejemplo, el NADPH es regenerado a través de la ruta de las pentosas fosfato y la S-Adenosil metionina por medio de la metionina adenosiltransferasa. Esta regeneración continua significa que incluso pequeñas cantidades de coenzimas son utilizadas intensivamente. Por ejemplo, el cuerpo humano gasta su propio peso en ATP cada día.
El alto precio de NADH y NADPH es un inconveniente económico en la utilización de enzimas dependientes de coenzimas en procesos biotecnológicos industriales. Por lo tanto, el desarrollo de cofactores biomiméticos baratos es de importancia estratégica.

## Termodinámica

Gráfica de las energías de las diferentes fases de una reacción química. Los sustratos precisan mucha energía para alcanzar el estado de transición, pero una vez alcanzado, se transforman en productos. La enzima estabiliza el estado de transición, reduciendo la energía necesaria para formar los productos.

Al igual que sucede con todos los catalizadores, las enzimas no alteran el equilibrio químico de la reacción. Generalmente, en presencia de una enzima, la reacción avanza en la misma dirección en la que lo haría en ausencia de enzima, solo que más rápido. Sin embargo, en ausencia de enzima, podría producirse una reacción espontánea que generase un producto diferente debido a que en esas condiciones, dicho producto diferente se forma más rápidamente.
Además, las enzimas pueden acoplar dos o más reacciones, por lo que una reacción termodinámicamente favorable puede ser utilizada para favorecer otra reacción termodinámicamente desfavorable. Por ejemplo, la hidrólisis de ATP suele ser utilizada para favorecer otras reacciones químicas.
Las enzimas catalizan reacciones químicas tanto en un sentido como en el contrario. Nunca alteran el equilibrio, sino únicamente la velocidad a la que es alcanzado. Por ejemplo, la anhidrasa carbónica cataliza su reacción en una u otra dirección dependiendo de la concentración de los reactantes, como se puede ver a continuación:
{\displaystyle \mathrm {CO_{2}+H_{2}O{\xrightarrow {.}}H_{2}CO_{3}} } (en tejidos; alta concentración de CO2)
{\displaystyle \mathrm {H_{2}CO_{3}{\xrightarrow {.}}CO_{2}+H_{2}O} } (en pulmones; baja concentración de CO2)
Si el equilibrio se ve muy desplazado en un sentido de la reacción, es decir, se convierte en una reacción muy exergónica, la reacción se hace efectivamente irreversible. Bajo estas condiciones, la enzima únicamente catalizará la reacción en la dirección permitida desde un punto de vista termodinámico.

## Cinética

Mecanismo de una reacción catalizada por una enzima con un único sustrato. La enzima (E) une un sustrato (S) para formar el complejo enzima-sustrato (ES) y genera un producto (P).

La cinética enzimática es el estudio de cómo las enzimas se unen a sus sustratos y los transforman en productos. Los datos de equilibrios utilizados en los estudios cinéticos son obtenidos mediante ensayos enzimáticos.
En 1902, Victor Henri propuso una teoría cuantitativa sobre la cinética enzimática, pero sus datos experimentales no fueron muy útiles debido a que la importancia de la concentración del ion de hidrógeno aún no era considerada. Después de que Peter Lauritz Sørensen definiera la escala logarítmica del pH e introdujera el concepto de «tampón» (tampón químico) en 1909, el químico alemán Leonor Michaelis y su postdoctoral canadiense Maud Leonora Menten repitieron los experimentos de Henri confirmando su ecuación, que actualmente es conocida como cinética de Henri-Michaelis-Menten (o simplemente cinética de Michaelis-Menten). Su trabajo fue desarrollado más en profundidad por George Edward Briggs y J. B. S. Haldane, quienes obtuvieron las ecuaciones cinéticas que se encuentran tan ampliamente extendidas en la actualidad.
La mayor contribución de Henri fue la idea de dividir las reacciones enzimáticas en dos etapas. En la primera, el sustrato se une reversiblemente a la enzima, formando el complejo enzima-sustrato (también denominado complejo Michaelis). En la segunda, la enzima cataliza la reacción y libera el producto.

Curva de saturación de una reacción enzimática donde se muestra la relación entre la concentración de sustrato y la velocidad de la reacción.

Las enzimas pueden catalizar hasta varios millones de reacciones por segundo. Por ejemplo, la descarboxilación no enzimática de la orotidina 5'-monofosfato (EC 2.4.2.10) tiene una vida media de 78 millones de años. Sin embargo, cuando la enzima orotidina 5'-fosfato descarboxilasa está presente en el medio, ese mismo proceso tarda apenas 25 milisegundos. Las velocidades de las enzimas dependen de las condiciones de la solución y de la concentración de sustrato. Aquellas condiciones que desnaturalizan una proteína, como temperaturas elevadas, pH extremos o altas concentraciones de sal, dificultan o impiden la actividad enzimática, mientras que elevadas concentraciones de sustrato tienden a incrementar la actividad. Para encontrar la máxima velocidad de una reacción enzimática, la concentración de sustrato se incrementa hasta que se obtiene una tasa constante de formación de producto (véase la curva de saturación representada en la figura de la derecha). La saturación ocurre porque, cuando la concentración de sustrato aumenta, disminuye la concentración de enzima libre, que se convierte en la forma con sustrato unido (ES). A la máxima velocidad (Vmax) de la enzima, todos los sitios activos de dicha enzima tienen sustrato unido, y la cantidad de complejos Es igual a la cantidad total de enzima.
Sin embargo, Vmax es solo una de las constantes cinéticas de la enzima. La cantidad de sustrato necesario para obtener una determinada velocidad de reacción también es importante. Este parámetro viene dado por la constante de Michaelis-Menten (Km), que viene a ser la concentración de sustrato necesaria para que una enzima alcance la mitad de su velocidad máxima. Cada enzima tiene un valor de Km característico para un determinado sustrato, el cual puede decirnos cómo de afín es la unión entre el sustrato y la enzima. Otra constante útil es el número de recambio, kcat, que es el número de moléculas de sustrato procesadas por cada sitio activo por segundo.
La eficiencia de una enzima puede ser expresada en términos de kcat/Km, en lo que se denomina constante de especificidad, que incorpora la constante de velocidad de todas las fases de la reacción. Debido a que la constante de especificidad contempla tanto la afinidad como la capacidad catalítica, es un parámetro muy útil para comparar diferentes enzimas o la misma enzima con diferentes sustratos. El valor máximo teórico de la constante de especificidad es denominado límite de difusión tiene un valor de 108-109 (M−1 s−1). Llegados a este punto, cada colisión de la enzima con su sustrato da lugar a la catálisis, con lo que la velocidad de formación de producto no se ve limitada por la velocidad de reacción, sino por la velocidad de difusión. Las enzimas que poseen esta propiedad son llamadas enzimas catalíticamente perfectas o cinéticamente perfectas. Ejemplos de este tipo de enzimas son la triosa fosfato isomerasa, la anhidrasa carbónica, la acetilcolinesterasa, la catalasa, la fumarasa, la beta-lactamasa y la superóxido dismutasa.
La cinética de Michaelis-Menten depende de la ley de acción de masas, que se deriva partiendo de los supuestos de difusión libre y colisión al azar. Sin embargo, muchos procesos bioquímicos o celulares se desvían significativamente de estas condiciones, a causa de fenómenos como el crowding macromolecular, la separación de etapas entre enzima-sustrato-producto, o los movimientos moleculares uni- o bidimensionales. No obstante, en estas situaciones se puede aplicar una cinética de Michaelis-Menten fractal.
Algunas enzimas presentan una cinética más rápida que la velocidad de difusión, lo que en principio parecería ser imposible. Se han propuesto diversos mecanismos para tratar de explicar este fenómeno. Uno de los modelos propone que algunas proteínas podrían tener la capacidad de acelerar la catálisis secuestrando el sustrato y orientándolo mediante campos eléctricos dipolares. Otro modelo propone un mecanismo de efecto túnel cuántico, donde un protón o un electrón pueden formar un túnel a través de barreras de activación, aunque existe cierta controversia en cuanto al efecto túnel que pueda generar un protón. El efecto túnel mediado por protones ha sido observado en triptamina. Esto sugiere que la catálisis enzimática podría ser definida más exactamente como una «barrera», en lugar de como hace el modelo tradicional, donde el sustrato requiere a la enzima para alcanzar una barrera energética más baja.

## Inhibición

Los inhibidores competitivos se unen reversiblemente al enzima, evitando la unión del sustrato. Por otro lado, la unión del sustrato evita la unión del inhibidor. Así pues, sustrato e inhibidor compiten por la enzima.

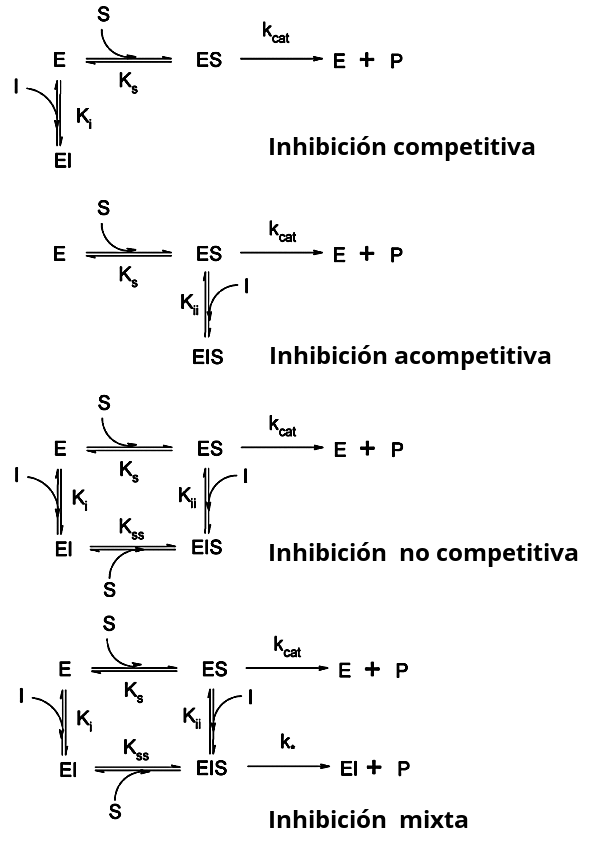
Tipos de inhibición según la clasificación introducida por W. W. Cleland.

Los inhibidores son moléculas que alteran los parámetros cinéticos de una reacción enzimática y por lo tanto regulan la actividad enzimática. A grandes rasgos, pueden clasificarse en reversibles e irreversibles. Las irreversibles se unen covalentemente a la enzima sin posibilidad de revertir la modificación, siendo útiles en farmacología. Algunos de los fármacos que actúan de este modo son la eflornitina, utilizada para tratar la tripanosomiasis africana, la penicilina y la aspirina.
Las reversibles se unen de forma reversible a la enzima, pudiendo clasificarse a su vez, según la forma en que intervienen en la reacción, en competitivas, acompetitivas y mixtas. Habitualmente, por su amplia presencia en multitud de procesos, se habla también de inhibición no competitiva, que en realidad no es más que una variante de la ya mencionada inhibición mixta. Sin embargo, por sus características se suele presentar como opuesta a la competitiva, con la que es comparada frecuentemente.
- En la inhibición competitiva, el sustrato (S) y el inhibidor (I) no se pueden unir a la misma enzima al mismo tiempo, como se muestra en la figura de la derecha.[75] Esto generalmente ocurre cuando el inhibidor tiene afinidad por el sitio activo de una enzima en el cual también se une el sustrato; el sustrato y el inhibidor compiten para el acceso al sitio activo de la enzima. Por ejemplo, el metotrexato es un inhibidor competitivo de la enzima dihidrofolato reductasa, que cataliza la reducción de dihidrofolato a tetrahidrofolato. La similitud entre las estructuras del ácido fólico y el metotrexato permite que se establezca una inhibición de tipo competitivo. Este tipo de inhibición se puede superar con concentraciones suficientemente altas del sustrato, es decir, dejando fuera de competición al inhibidor. En la inhibición competitiva la velocidad máxima de la reacción no varía, pero se necesitan concentraciones más elevadas de sustrato para alcanzar una determinada velocidad, incrementándose así la Km aparente.
- En la inhibición acompetitiva el inhibidor no puede unirse a la enzima libre, sino únicamente al complejo enzima-sustrato (ES). Una vez formado el complejo con el inhibidor (EIS) la enzima queda inactiva. Este tipo de inhibición es poco común, pero puede darse en enzimas multiméticas.
- La inhibición no competitiva es una forma de inhibición mixta donde la unión del inhibidor con la enzima reduce su actividad pero no afecta la unión con el sustrato. Como resultado, el grado de inhibición depende solamente de la concentración de inhibidor, independientemente de la concentración de sustrato, con lo que varía el valor de la Vmax aparente. Sin embargo, como el sustrato aún puede unirse a la enzima, el valor de Km no varía.
- En la inhibición mixta, el inhibidor se puede unir a la enzima al mismo tiempo que el sustrato. Sin embargo, la unión del inhibidor afecta la unión del sustrato, y viceversa. Este tipo de inhibición se puede reducir, pero no superar al aumentar las concentraciones del sustrato. Aunque es posible que los inhibidores de tipo mixto se unan en el sitio activo, este tipo de inhibición resulta generalmente de un efecto alostérico donde el inhibidor se une a otro sitio que no es el sitio activo de la enzima. La unión del inhibidor con el sitio alostérico cambia la conformación (es decir, la estructura terciaria) de la enzima de modo que la afinidad del sustrato por el sitio activo se reduce.

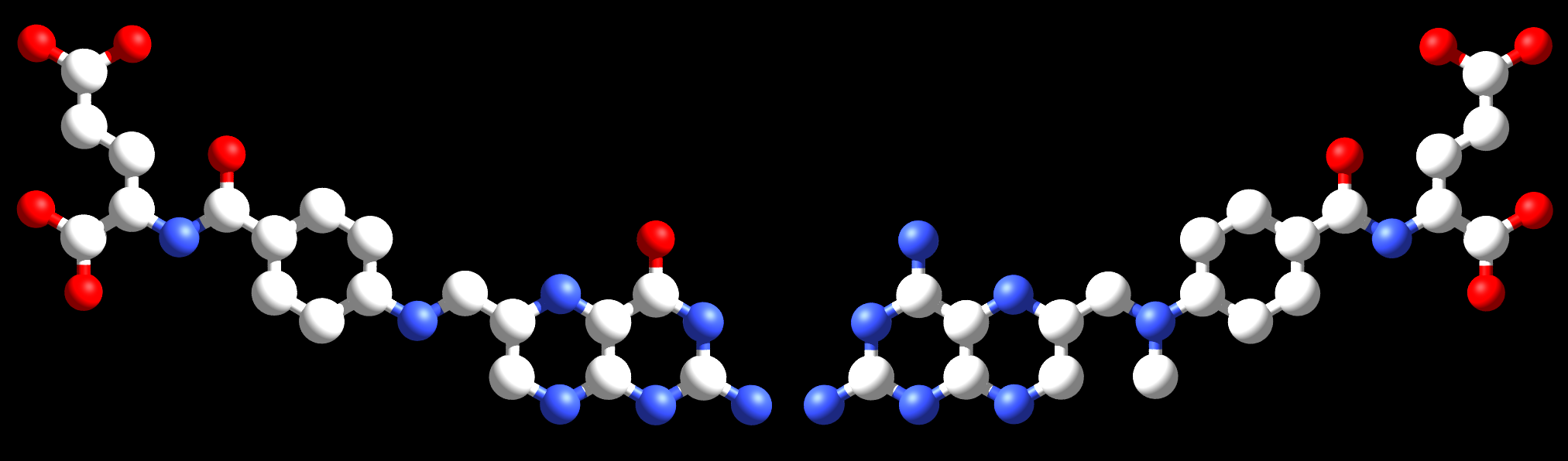
La coenzima ácido fólico (izquierda) y el fármaco anti-cancerígeno metotrexato (derecha) son muy similares en estructura. Como resultado, el metotrexato es un inhibidor competitivo de muchas enzimas que utilizan folato.

En muchos organismos, los inhibidores pueden actuar como parte de un mecanismo de realimentación. Si una enzima produce una sustancia en demasiada cantidad en el organismo, esta misma sustancia podría actuar como un inhibidor de la enzima al inicio de la ruta que lo produce, deteniendo así dicha producción cuando haya una cantidad suficiente de la sustancia en cuestión. Este sería una forma de realimentación negativa. Las enzimas que se encuentran sujetas a este tipo de regulación suelen ser multiméricas y poseer sitios alostéricos donde se unen sustancias reguladoras. Las gráficas que representan la velocidad de la reacción frente a la concentración de sustrato de estas enzimas no son hipérboles, sino sigmoidales (forma de S).
Usos de los inhibidores
Debido a que los inhibidores modulan la función de las enzimas, suelen ser utilizados como fármacos. Un típico ejemplo de un inhibidor que es utilizado como fármaco es la aspirina, la cual inhibe las enzimas COX-1 y COX-2 implicadas en la síntesis de un intermediario inflamatorio, las prostaglandinas, con lo que suprime así los efectos derivados, el dolor y la inflamación. Sin embargo, otros inhibidores enzimáticos actúan como venenos. Por ejemplo, el cianuro es un inhibidor irreversible que se une a los átomos de hierro y cobre en el sitio activo de la citocromo c oxidasa de células animales (las plantas son resistentes al cianuro), bloqueando así la respiración celular.

## Función biológica
Las enzimas presentan una amplia variedad de funciones en los organismos vivos. Son indispensables en la transducción de señales y en procesos de regulación, normalmente por medio de quinasas y fosfatasas. También son capaces de producir movimiento, como es el caso de la miosina al hidrolizar ATP para generar la contracción muscular o el movimiento de vesículas por medio del citoesqueleto. Otro tipo de ATPasas en la membrana celular son las bombas de iones implicadas en procesos de transporte activo. Además, las enzimas también están implicadas en funciones mucho más exóticas, como la producción de luz por la luciferasa en las luciérnagas. Los virus también pueden contener enzimas implicadas en la infección celular, como es el caso de la integrasa del virus HIV y de la transcriptasa inversa, o en la liberación viral, como la neuraminidasa del virus de la gripe.
Una importante función de las enzimas es la que presentan en el sistema digestivo de los animales. Enzimas tales como las amilasas y las proteasas son capaces de degradar moléculas grandes (almidón o proteínas, respectivamente) en otras más pequeñas, de forma que puedan ser absorbidas en el intestino. Las moléculas de almidón, por ejemplo, que son demasiado grandes para ser absorbidas, son degradadas por diversas enzimas a moléculas más pequeñas como la maltosa, y finalmente a glucosa, la cual sí puede ser absorbida a través de las células del intestino. Diferentes enzimas digestivas son capaces de degradar diferentes tipos de alimentos. Los rumiantes que tienen una dieta herbívora, poseen en sus intestinos una serie de microorganismos que producen otra enzima, la celulasa, capaz de degradar la celulosa presente en la pared celular de las plantas.
Varias enzimas pueden actuar conjuntamente en un orden específico, creando así una ruta metabólica. En una ruta metabólica, una enzima toma como sustrato el producto de otra enzima. Tras la reacción catalítica, el producto se transfiere a la siguiente enzima y así sucesivamente. En ocasiones, existe más de una enzima capaz de catalizar la misma reacción en paralelo, lo que permite establecer una regulación más sofisticada: por ejemplo, en el caso en que una enzima presenta una actividad constitutiva pero con una baja constante de actividad y una segunda enzima cuya actividad es inducible, pero presenta una mayor constante de actividad.
Las enzimas determinan los pasos que siguen estas rutas metabólicas. Sin las enzimas, el metabolismo no se produciría a través de los mismos pasos, ni sería lo suficientemente rápido para atender las necesidades de la célula. De hecho, una ruta metabólica como la glucólisis no podría existir sin enzimas. La glucosa, por ejemplo, puede reaccionar directamente con el ATP de forma que quede fosforilada en uno o más carbonos. En ausencia de enzimas, esta reacción se produciría tan lentamente que sería insignificante. Sin embargo, si se añade la enzima hexoquinasa que fosforila el carbono 6 de la glucosa y se mide la concentración de la mezcla en un breve espacio de tiempo se podrá encontrar únicamente glucosa-6-fosfato a niveles significativos. Por tanto, las redes de rutas metabólicas dentro de la célula dependen del conjunto de enzimas funcionales que presenten.

## Control de la actividad
La actividad enzimática puede ser controlada en la célula principalmente de estas cinco formas:
- Producción de la enzima (a nivel de la transcripción o la traducción): la síntesis de una enzima puede ser favorecida o desfavorecida en respuesta a determinados estímulos recibidos por la célula. Esta forma de regulación génica se denomina inducción e inhibición enzimática. Por ejemplo, las bacterias podrían adquirir resistencia a antibióticos como la penicilina gracias a la inducción de unas enzimas llamadas beta-lactamasas, que hidrolizan el anillo beta-lactámico de la molécula de penicilina. Otro ejemplo, son las enzimas presentes en el hígado denominadas citocromo P450 oxidasas, las cuales son de vital importancia en el metabolismo de drogas y fármacos. La inducción o inhibición de estas enzimas puede dar lugar a la aparición de interacciones farmacológicas.
- Compartimentalización de la enzima: las enzimas pueden localizarse en diferentes compartimentos celulares, de modo que puedan tener lugar diferentes rutas metabólicas de forma independiente. Por ejemplo, los ácidos grasos son sintetizados por un conjunto de enzimas localizadas en el citosol, en el retículo endoplasmático y en el aparato de Golgi, y posteriormente, dichos ácidos grasos son utilizados por otro conjunto de enzimas diferentes como fuente energética en la mitocondria, a través de la β-oxidación.[81]
- Inhibidores y activadores enzimáticos: las enzimas pueden ser activadas o inhibidas por ciertas moléculas. Por ejemplo, el producto final de una ruta metabólica suele actuar como inhibidor de alguna de las enzimas implicadas en las primeras reacciones de la ruta, estableciendo así una realimentación negativa que regula la cantidad de producto final obtenido por esa ruta. Este mecanismo de realimentación negativa permite ajustar efectivamente la velocidad de síntesis de los metabolitos intermedios con la demanda de la célula, y permite distribuir económicamente materiales y energía para evitar exceso o escasez de los productos finales. Este control enzimático permite mantener un ambiente relativamente estable en el interior de los organismos vivos.
- Modificación postraduccional de enzimas: las enzimas pueden sufrir diversas modificaciones postraduccionales como la fosforilación, la miristoilación y la glicosilación. Por ejemplo, en la respuesta a insulina, se produce la fosforilación de multitud de enzimas, como la de la glucógeno sintasa, que ayuda en el control de la síntesis o degradación del glucógeno y permite a la célula responder a las variaciones de los niveles de azúcar en sangre.[82] Otro ejemplo de modificación postraduccional es la degradación de la cadena polipeptídica. La quimiotripsina, una proteasa digestiva, es sintetizada en una forma inactiva, quimiotripsinógeno, en el páncreas y transportada en este estado hasta el estómago, donde será activada. De este modo se evita que la enzima digiera el páncreas y los demás tejidos por los que pasa antes de llegar al estómago. Este tipo de precursor inactivo de una enzima es denominado zimógeno.
- Activación dependiente del ambiente: algunas enzimas pueden ser activadas cuando pasan de un ambiente con unas condiciones a otro con condiciones diferentes, como puede ser el paso del ambiente reductor del citoplasma al ambiente oxidativo del periplasma, el paso de un ambiente con elevado pH a otro con bajo pH, etc. Por ejemplo, la hemaglutinina del virus de la gripe es activada mediante un cambio conformacional que se produce cuando el pH del medio es suficientemente ácido, lo cual ocurre cuando el virus entra en el interior de la célula a través de un lisosoma.[83]

## Implicaciones en enfermedades

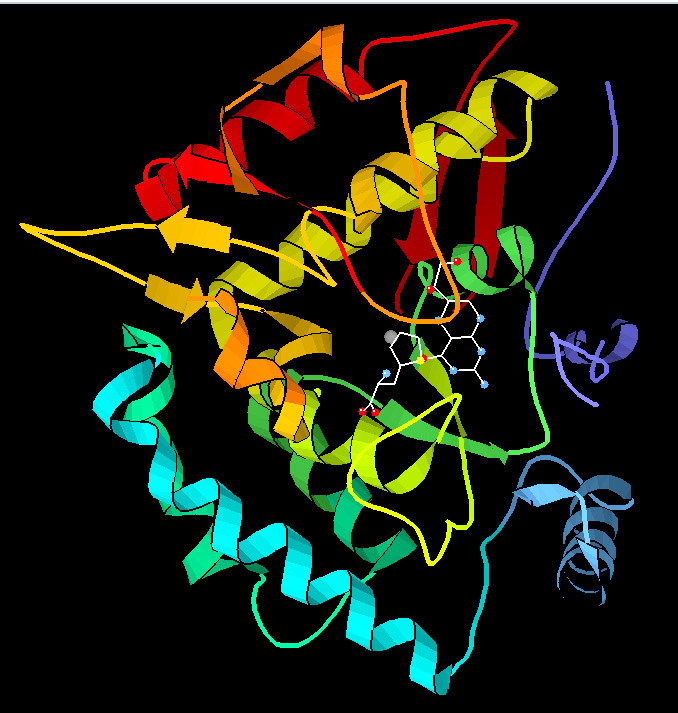
Estructura tridimensional de la enzima fenilalanina hidroxilasa.

Debido a que es necesario un fuerte control de la actividad enzimática para la homeostasis, cualquier fallo en el funcionamiento (mutación, incremento o reducción de la expresión o deleción) de una única enzima crítica puede conducir al desarrollo de una enfermedad genética. La importancia de las enzimas se pone de manifiesto en el hecho de que una enfermedad letal puede ser causada por el mal funcionamiento de un único tipo de enzima de todos los miles de tipos que existen en nuestro cuerpo.
Un ejemplo de esto es el tipo más común de fenilcetonuria. En esta enfermedad genética se produce una mutación de un único aminoácido en la fenilalanina hidroxilasa, una enzima que cataliza la primera reacción de la ruta de degradación de la fenilalanina y de compuestos relacionados. Al ser esta enzima inactiva, se acumulan una serie de productos que terminan dando lugar a la aparición de retardo mental si no se recibe tratamiento.
Otro ejemplo es cuando se produce una mutación en los genes de la línea germinal que codifican las enzimas implicadas en la reparación del ADN. En este caso, al no repararse adecuadamente el ADN de las células, se acumulan mutaciones que suelen derivar en el desarrollo de diversos tipos de cáncer hereditarios, como la xerodermia pigmentosa.

## Clasificación y nomenclatura de enzimas
Las enzimas reciben nombres comunes que hacen alusión al tipo de reacción sobre el sustrato. El nombre de una enzima suele derivarse del sustrato o de la reacción química que cataliza, con la palabra terminada en -asa. Por ejemplo, la lactasa (EC 3.2.1.108) actúa sobre la lactosa; la alcohol deshidrogenasa (EC 1.1.1.1) oxida al alcohol (lo «deshidrogena»); la ADN polimerasa (EC 2.7.7.7) proviene también de la reacción que cataliza que consiste en polimerizar el ADN.
El comité de nomenclatura de la Unión Internacional de Bioquímica y Biología Molecular (IUBMB) recomienda una serie de reglas para la clasificación de las enzimas, que consiste en las siglas EC al inicio (por las siglas de Enzyme Commission), seguido de cuatro cifras separadas por puntos. La primera cifra es un número natural que va del 1 al 7 e indica el tipo de reacción que cataliza. Todas las enzimas reciben un código numérico que identifica los sustratos, el tipo de reacción que realizan y alguna otra información adicional relevante. Por ejemplo, la enzima que transfiere electrones entre la ferredoxina (una proteína) y el NADPH (una coenzima) tiene el código EC 1.18.1.2 y se conoce como ferredoxina:NADP+ óxido-reductasa, entre otros nombres similares. A continuación se indican las siete clases de enzimas que se reconocen en la actualidad:
- EC 1 Oxidorreductasas: catalizan reacciones de oxidorreducción o reacciones redox. Estas consisten en la transferencia de equivalentes reductores entre un donador y un aceptor. La transferencia precisa de una coenzima como NAD+, NADP+o FAD, como intermediario en la transferencia de electrones. Tras la acción catalítica, estas coenzimas quedan modificadas en su grado de oxidación, por lo que deben ser recicladas antes de volver a efectuar una nueva reacción catalítica. Ejemplos: deshidrogenasas, peroxidasas.
- EC 2 Transferasas: transfieren grupos funcionales (obtenidos de la ruptura de ciertas moléculas) a otras sustancias receptoras. Suelen actuar en procesos de interconversión de monosacáridos, aminoácidos, etc. Ejemplos: transaminasas, cinasas.
- EC 3 Hidrolasas: catalizan reacciones de hidrólisis con la consiguiente obtención de monómeros a partir de polímeros. Actúan en la digestión de los alimentos, previamente a otras fases de su degradación. La palabra «hidrólisis» se deriva de hidro → 'agua' y lisis → 'disolución'. Ejemplos: glucosidasas, lipasas, esterasas.
- EC 4 Liasas: catalizan reacciones en las que se eliminan o adicionan grupos H2O, CO2 y NH3 para formar un doble enlace o añadirse a un doble enlace, u otras reacciones que implican un reacomodo de electrones. Ejemplos: descarboxilasas, la fenilalanina amonio liasa (EC 4.3.1.24).
- EC 5 Isomerasas: actúan sobre determinadas moléculas obteniendo o cambiando de ellas sus isómeros funcionales o de posición, es decir, catalizan la racemización y cambios de posición de un grupo en determinada molécula obteniendo formas isoméricas. Suelen actuar en procesos de interconversión. Ejemplo: epimerasas (mutasa).
- EC 6 Ligasas: catalizan la degradación o síntesis de los enlaces denominados «fuertes» mediante el acoplamiento a moléculas de alto valor energético como el ATP. Ejemplos: sintetasas, carboxilasas.
- EC 7 Translocasas: son proteínas integrales de membrana que transfieren un sustrato (ion o molécula) desde el lado 1 a lado 2 de una membrana, y se subdividen en 4 subclases, de acuerdo con la fuerza que impulsa la reacción de transferencia.[86] Ejemplo: el citocromo-c oxidasa (EC 7.1.1.9), o el transportador tipo P exportador de H+ (EC 7.1.2.1).

## Aplicaciones industriales
Las enzimas son utilizadas en la industria química, y en otros tipos de industria, en donde se requiere el uso de catalizadores muy especializados. Sin embargo, las enzimas están limitadas tanto por el número de reacciones que pueden llevar a cabo como por su ausencia de estabilidad en solventes orgánicos y altas temperaturas. Por ello, la ingeniería de proteínas se ha convertido en un área de investigación muy activa donde se intentan crear enzimas con propiedades nuevas, bien mediante diseño racional, bien mediante evolución in vitro. Estos esfuerzos han comenzado a tener algunos éxitos, obteniéndose algunas enzimas que catalizan reacciones no existentes en la naturaleza.Aunque las reacciones catalizadas por enzimas son muy eficientes, algunas de las enzimas dependen de cofactores de nicotinamida (NADH/NAD+, NADP/NAPH). Debido al elevado precio de dichos cofactores, estos procesos no serían económicamente competitivos. En el pasado reciente se identificaron algunos compuestos sintéticos económica y funcionalmente muy prometedores, como homólogos biomiméticos de cofactores naturales.
A continuación se muestra una tabla con diversas aplicaciones industriales de las enzimas:
| Aplicación                        | Enzimas utilizadas                                                                                | Usos |
| Procesado de alimentos            | Amilasas de hongos y plantas.                                                                     | Producción de azúcares desde el almidón, como por ejemplo en la producción de jarabe de maíz. En la cocción al horno, cataliza la rotura del almidón de la harina en azúcar. La fermentación del azúcar llevada a cabo por levaduras produce el dióxido de carbono que hace «subir» la masa.                                                  |
| Procesado de alimentos            | Proteasas                                                                                         | Los fabricantes de galletas las utilizan para reducir la cantidad de proteínas en la harina. |
| Alimentos para bebés              | Tripsina                                                                                          | Para pre-digerir el alimento dirigido a bebés. |
| Elaboración de cerveza            | Las enzimas de la cebada son liberadas durante la fase de molido en la elaboración de la cerveza. | Las enzimas liberadas degradan el almidón y las proteínas para generar azúcares sencillos, aminoácidos y péptidos que son usados por las levaduras en el proceso de fermentación. |
| Elaboración de cerveza            | Enzimas de cebada producidas a nivel industrial                                                   | Ampliamente usadas en la elaboración de cerveza para sustituir las enzimas naturales de la cebada. |
| Elaboración de cerveza            | Amilasa, glucanasa y proteasas                                                                    | Digieren polisacáridos y proteínas en la malta. |
| Elaboración de cerveza            | Betaglucanasas y arabinoxilanasas                                                                 | Mejoran la filtración del mosto y la cerveza. |
| Elaboración de cerveza            | Amiloglucosidasas y pululanasas                                                                   | Producción de cerveza baja en calorías y ajuste de la capacidad de fermentación. |
| Elaboración de cerveza            | Proteasas                                                                                         | Eliminan la turbidez producida durante el almacenamiento de la cerveza. |
| Elaboración de cerveza            | Acetolactatodecarboxilasa (ALDC)                                                                  | Incrementa la eficiencia de la fermentación mediante la reducción de la formación de diacetilo. |
| Jugos de frutas                   | Celulasas, pectinasas                                                                             | Aclarado de jugos de frutos. |
| Industria láctea                  | Renina, derivado del estómago de animales rumiantes jóvenes (como terneros y ovejas).             | Producción de queso, usada para hidrolizar proteínas. |
| Industria láctea                  | Enzimas producidas por bacterias                                                                  | Actualmente, cada vez más usadas en la industria láctea. |
| Industria láctea                  | Lipasas                                                                                           | Se introduce durante el proceso de producción del queso Roquefort para favorecer la maduración. |
| Industria láctea                  | Lactasas                                                                                          | Rotura de la lactosa en glucosa y galactosa. |
| Digestión de carne                | Papaína                                                                                           | Ablandamiento de la carne utilizada para cocinar. |
| Industria del almidón             | Amilasas, amiloglucosidasas y glucoamilasas                                                       | Conversión del almidón en glucosa y diversos azúcares invertidos. |
| Industria del almidón             | Glucosa isomerasa                                                                                 | Conversión de glucosa en fructosa durante la producción de jarabe de maíz partiendo de sustancias ricas en almidón. Estos jarabes potencian las propiedades edulcorantes y reducen las calorías mejor que la sacarosa y manteniendo el mismo nivel de dulzor.                                                                                 |
| Industria del papel               | Amilasas, xilanasas, celulasas y ligninasas                                                       | Degradación del almidón para reducir su viscosidad, añadiendo apresto. Las xilanasas reducen el blanqueador necesario para la decoloración; las celulasas alisan las fibras, favorecen el drenaje de agua y promueven la eliminación de tintas; las lipasas reducen la oscuridad y las ligninasas eliminan la lignina para ablandar el papel. |
| Industria del biofuel             | Celulasas                                                                                         | Utilizadas para degradar la celulosa en azúcares que puedan ser fermentados. |
| Industria del biofuel             | Ligninasas                                                                                        | Utilizada para eliminar residuos de lignina. |
| Detergentes biológicos            | Principalmente proteasas, producidas de forma extracelular por bacterias.                         | Utilizadas para ayudar en la eliminación de tintes proteicos de la ropa en las condiciones de prelavado y en las aplicaciones directas de detergente líquido. |
| Detergentes biológicos            | Amilasas                                                                                          | Detergentes de lavadoras para eliminar residuos resistentes de almidón. |
| Detergentes biológicos            | Lipasas                                                                                           | Utilizadas para facilitar la eliminación de tintes grasos y oleosos. |
| Detergentes biológicos            | Celulasas                                                                                         | Utilizadas en suavizantes biológicos. |
| Limpiadores de lentes de contacto | Proteasas                                                                                         | Para eliminar restos proteicos de las lentes de contacto y así prevenir infecciones. |
| Industria del hule                | Catalasa                                                                                          | Para generar oxígeno desde el peróxido, y así convertir el látex en hule espumoso. |
| Industria fotográfica             | Proteasa (ficina)                                                                                 | Disolver la gelatina de las películas fotográficas usadas, permitiendo así la recuperación de su contenido en plata. |
| Biología molecular                | Enzimas de restricción, ADN ligasa y polimerasas                                                  | Utilizadas para manipular el ADN mediante ingeniería genética. De gran importancia en farmacología, agricultura, medicina y criminalística. Esenciales para digestión de restricción y para la reacción en cadena de la polimerasa. |

## Lecturas complementarias
| Etimología e historia - New Beer in an Old Bottle: Eduard Buchner and the Growth of Biochemical Knowledge, edited by Athel Cornish-Bowden and published by Universitat de València (1997): ISBN 84-370-3328-4 Archivado el 13 de diciembre de 2010 en Wayback Machine., Historia del inicio de la enzimología. - Williams, Henry Smith, 1863-1943. A History of Science: in Five Volumes. Volume IV: Modern Development of the Chemical and Biological Sciences, Libro de texto del sigo XIX. - Kleyn, J. and Hough J. The Microbiology of Brewing. Annual Review of Microbiology (1971) Vol. 25: 583-608 Estructura y mecanismos de las enzimas - Fersht, A. Structure and Mechanism in Protein Science: A Guide to Enzyme Catalysis and Protein Folding. W. H. Freeman, 1998 ISBN 0-7167-3268-8 - Walsh, C., Enzymatic Reaction Mechanisms. W. H. Freeman and Company. 1979. ISBN 0-7167-0070-0 - Page, M. I., and Williams, A. (Eds.), 1987. Enzyme Mechanisms. Royal Society of Chemistry. ISBN 0-85186-947-5 - M.V. Volkenshtein, R.R. Dogonadze, A.K. Madumarov, Z.D. Urushadze, Yu.I. Kharkats. Theory of Enzyme Catalysis.- Molekuliarnaya Biologia, (1972), 431-439 (en ruso, sumario en inglés) - Warshel, A., Computer Modeling of Chemical Reactions in enzymes and Solutions John Wiley & Sons Inc. 1991. ISBN 0-471-18440-3 Termodinámica - Reactions and Enzymes Chapter 10 of On-Line Biology Book at Estrella Mountain Community College. | Cinética e inhibición - Athel Cornish-Bowden, Fundamentals of Enzyme Kinetics. (3rd edition), Portland Press (2004), ISBN 1-85578-158-1. - Irwin H. Segel, Enzyme Kinetics: Behavior and Analysis of Rapid Equilibrium and Steady-State Enzyme Systems. Wiley-Interscience; New Ed edition (1993), ISBN 0-471-30309-7. - John W. Baynes, Medical Biochemistry, Elsevier-Mosby; 2th Edition (2005), ISBN 0-7234-3341-0, p. 57. Función y control de las enzimas en las células - Price, N. and Stevens, L., Fundamentals of Enzymology: Cell and Molecular Biology of Catalytic Proteins Oxford University Press, (1999), ISBN 0-19-850229-X - Nutritional and Metabolic Diseases Convenciones para asignar nombres a enzimas - Enzyme Nomenclature, Recomendaciones para nombrar enzimas del Comité para la Nomenclatura de la Unión Internacional de Bioquímica y Biología Molecular. Aplicaciones industriales - History of industrial enzymes Artículo en inglés sobre la historia de las enzimas industriales, entre finales del siglo XX y la actualidad. |